# Harald Natvig
Harald Natvig (Stavanger, 10 giugno 1872 – Hjerkinn, 1º agosto 1947) è stato un tiratore a segno norvegese.

## Palmarès

### Olimpiadi
- 5 medaglie:
  - 3 ori (Anversa 1920 nel bersaglio mobile a squadre; Anversa 1920 nel bersaglio mobile colpo doppio a squadre; Parigi 1924
  - 1 argento (Parigi 1924 nel bersaglio mobile colpo doppio a squadre)
  - 1 bronzo (Anversa 1920 nel bersaglio mobile individuale)